# Olav Kjelbotn
Olav Kjelbotn   (Fosnes, 5 d'octubre de 1898 - Namsos, 17 de maig de 1966) fou un esquiador de fons noruec que va competir durant la dècada de 1920.
El 1928 va prendre part en els Jocs Olímpics d'Hivern de Sankt Moritz, on fou quart en la cursa dels 50 quilòmetres del programa d'esquí de fons.
En el seu palmarès destaca una medalla de bronze al Campionat del Món d'esquí nòrdic de 1926 i un campiona nacional.
Una vegada retirat de l'esport es traslladà a Groenlàndia per dedicar-se a la caça de foques. El 1933 va prendre part en l'expedició noruega a l'Antàrtida.